# Bahn frei für Noddy
Bahn frei für Noddy (Originaltitel: Make Way for Noddy) ist eine britische Kinderserie. Die computeranimierte Fernsehserie basiert auf einer Figur der Kinderbuchautorin Enid Blyton und lief auf dem Sender Channel 5.

## Konzept
Die Serie handelt von Noddy, einem kleinen Holzjungen, der im Spielzeug-Land wohnt. Dort sind die Spielzeuge zum Leben erweckt und Noddy erlebt eine Reihe von Abenteuern. Zu den Nebencharakteren gehören Onkel Willy, Wachtmeister Plod und Tessie Bär. Die britische Serie ist die insgesamt siebte Adaption des Blyton-Charakters fürs Fernsehen. Sie ist computeranimiert und besteht aus je 12-minütigen Episoden. Die Fernsehserie richtet sich an Vorschulkinder.

## Ausstrahlung
Nachdem die Serie seit 2002 im britischen Fernsehen auf dem Sender Channel 5 sehr erfolgreich lief, wurde unter dem Titel Say it with Noddy von PBS eine US-amerikanische Fassung ausgestrahlt. Diese bestand aus je zwei 12-minütigen Episoden, ergänzt um zwei dreiminütige Szenen, in denen Noddy entweder ein Wort in einer ausländischen Sprache lernt, Musikvideos ausgestrahlt wurden oder ein Gastgeber moderierte. Von dieser Version wurde ab dem 6. Februar 2006 eine deutsche Synchronfassung auf dem Sender Nickelodeon ausgestrahlt. Insgesamt wurden bisher 54 Episoden produziert.

## Episodenliste
| Nummer | Originaltitel                       | Deutscher Titel                    | Deutsche Erstausstrahlung |
| ------ | ----------------------------------- | ---------------------------------- | ------------------------- |
| 1a     | Noddy & The New Taxi                | Das verzauberte Taxi               | 6. Februar 2006           |
| 1b     | Noddy & The Magic Bagpipes          | Noddy und der magische Dudelsack   | 6. Februar 2006           |
| 2a     | Noddy Has a Visitor                 | Noddy hat einen Gast               | 7. Februar 2006           |
| 2b     | Noddy’s Perfect Gift                | Das perfekte Geschenk              | 7. Februar 2006           |
| 3a     | Noddy’s Lucky Day                   | Noddys toller Tag                  | 8. Februar 2006           |
| 3b     | Policeman for a Day                 | Polizist für einen Tag             | 8. Februar 2006           |
| 4a     | Bounce Alert in Toy Town            | Ball-Alarm in Toy Town             | 9. Februar 2006           |
| 4b     | Tickled Pink                        | Lach dich rot!                     | 9. Februar 2006           |
| 5a     | Noddy’s Pet Chicken                 | Noddys Haushuhn                    | 10. Februar 2006          |
| 5b     | Noddy Goes Shopping                 | Noddy geht einkaufen               | 10. Februar 2006          |
| 6a     | Hold on to Your Hat, Noddy          | Ein stürmischer Tag                | 13. Februar 2006          |
| 6b     | Toy Town’s Winning Team             | Wackelmann, der Fußballstar        | 13. Februar 2006          |
| 7a     | Noddy & The Bumper Monster          | Ein dummer Scherz                  | 14. Februar 2006          |
| 7b     | The Magic Powder                    | Das magische Pulver                | 14. Februar 2006          |
| 8a     | A Bike for Big-Ears                 | Das durchgedrehte Fahrrad          | 15. Februar 2006          |
| 8b     | Just Be Yourself Today, Noddy       | Sei einfach du selbst, Noddy       | 15. Februar 2006          |
| 9a     | The Goblins & The Invisible Paint   | Die Geheimtinte                    | 16. Februar 2006          |
| 9b     | Don’t Be Late, Noddy                | Gib nicht auf, Noddy               | 16. Februar 2006          |
| 10a    | Noddy & The Broken Dishes           | Noddy und das zerbrochene Geschirr | 17. Februar 2006          |
| 10b    | Noddy the Artist                    | Noddy, der Künstler                | 17. Februar 2006          |
| 11a    | Noddys Special Treat                | Noddy im Glück                     | 20. Februar 2006          |
| 11b    | Too Many Noddies                    | Zu viele Noddys                    | 20. Februar 2006          |
| 12a    | Mr Plod, The Best Policeman         | Der beste Polizist                 | 21. Februar 2006          |
| 12b    | No Nap for Noddy                    | Schlaf, Noddy, schlaf              | 21. Februar 2006          |
| 13a    | Big-Ears For A Day                  | Was macht eigentlich Onkel Willy?  | 22. Februar 2006          |
| 13b    | Noddy Loses His Bell                | Noddy verliert sein Glöckchen      | 22. Februar 2006          |
| 14a    | Up Up And Away                      | Auf, auf und davon                 | 23. Februar 2006          |
| 14b    | The Big Fib                         | Das große Schwindeln               | 23. Februar 2006          |
| 15a    | Noddy’s Family Tree                 | Noddy und der Stammbaum            | 24. Februar 2006          |
| 15b    | The Listening Game                  | Ich höre was, was du nicht hörst   | 24. Februar 2006          |
| 16a    | Noddy & The Curious Package         | Das eilige Paket                   | 27. Februar 2006          |
| 16b    | Shelf Help                          | Der Bastelmeister                  | 27. Februar 2006          |
| 17a    | Good Neighbour Noddy                | Tolle Idee, Noddy!                 | 28. Februar 2006          |
| 17b    | Noddy Needs Some Medicine           | Besuch beim Arzt                   | 28. Februar 2006          |
| 18a    | Noddy & The Funny Pictures          | Noddy und die lustigen Fotos       | 1. März 2006              |
| 18b    | Noddy Gets Lost                     | Noddy verfährt sich                | 1. März 2006              |
| 19a    | Master Tubby’s Name Game            | Teddybärs Spitznamenspiel          | 2. März 2006              |
| 19b    | Noddy Helps Out                     | Helferlein Noddy                   | 2. März 2006              |
| 20a    | Noddy & The Lost Tool               | Das verlorene Werkzeug             | 3. März 2006              |
| 20b    | Noddy’s Great Discovery             | Die geliebte Eisenbahn             | 3. März 2006              |
| 21a    | Noddy Has a Difficult Day           | Noddy sagt nein                    | 6. März 2006              |
| 21b    | Noddy Can Fix It                    | Das kaputte Auto                   | 6. März 2006              |
| 22a    | Bumpy Dog’s Visit                   | Hundesitter Noddy                  | 7. März 2006              |
| 22b    | The Toy Town Parade                 | Die Spielzeugparade                | 7. März 2006              |
| 23a    | Noddy’s House of Cards              | Noddy und das Kartenhaus           | 8. März 2006              |
| 23b    | Martha Monkey’s Banana Pie          | Die Bananencremetorte              | 8. März 2006              |
| 24a    | Noddy and the Skittles              | Noddy und die Kegelkinder          | 9. März 2006              |
| 24b    | The Balance Act                     | Noddy und das Kunststück           | 9. März 2006              |
| 25a    | Noddy and the Missing Muffins       | Die Muffins sind weg               | 10. März 2006             |
| 25b    | The Tell-Tale Bell                  | Das verzauberte Glöckchen          | 10. März 2006             |
| 26a    | Noddy Builds a Rocketship           | Das Raumschiff-Taxi                | 13. März 2006             |
| 26b    | The Case of the Missing Ball        | Wo ist Winzling?                   | 13. März 2006             |
| 27a    | The Great Train Chase               | Der rasende Zug                    | 14. März 2006             |
| 27b    | A Surprise for Tessie Bear          | Das mysteriöse Paket               | 14. März 2006             |
| 28a    | Clockwork Mouses’ Wish              | Einmal groß sein                   | 15. März 2006             |
| 28b    | Master Tubbys Chocolate Dream       | Teddy Bärs Schokoladen-Traum       | 15. März 2006             |
| 29a    | What Strange Weather                | Das Wetter spielt verrückt         | 16. März 2006             |
| 29b    | Forgive Me Not                      | Bitte verzeih’ mir                 | 16. März 2006             |
| 30a    | Bicycle Battle                      | Das Fahrrad-Rennen                 | 17. März 2006             |
| 30b    | Lie Down, Mr. Wobbly Man            | Ein besonderes Geburtstagsgeschenk | 17. März 2006             |
| 31a    | Noddy’s Car Loses Its Voice         | Die verlorene Hupe                 | 20. März 2006             |
| 31b    | Noddy Through The Looking Glass     | Verkehrte Welt für Noddy           | 20. März 2006             |
| 32a    | Mr. Plod in Jail                    | Wachtmeister Plod im Gefängnis     | 21. März 2006             |
| 32b    | Goblins Above                       | Die Kobolde fliegen                | 21. März 2006             |
| 33a    | Noddy & The Big Chicken Roundup     | Noddy und der große Hühner-Auflauf | 22. März 2006             |
| 33b    | Master Tubby Goblin                 | Kobold werden ist nicht schwer     | 22. März 2006             |
| 34a    | Noddy & The Voice of Plod           | Noddy als Stimme des Gesetzes      | 23. März 2006             |
| 34b    | Master Tubby’s Opposite Day         | Teddybär meint es anders           | 23. März 2006             |
| 35a    | Don’t Be Scared, Noddy              | Noddy und die Schattenmonster      | 24. März 2006             |
| 35b    | The Goblin’s Stop Watch             | Die verzauberte Stoppuhr           | 24. März 2006             |
| 36a    | The Broken Clock                    | Die kaputte Rathausuhr             | 27. März 2006             |
| 36b    | Noddy on the Move                   | Der schönste Platz                 | 27. März 2006             |
| 37a    | The Flower Thief                    | Der Blumendieb                     | 28. März 2006             |
| 37b    | Noddy & The Treasure Map            | Noddy auf Schatzsuche              | 28. März 2006             |
| 38a    | Mr. Plod & The Jail Bird            | Der gestohlene Morgen              | 29. März 2006             |
| 38b    | A Grey Day in Toy Town              | Die graue Wolke                    | 29. März 2006             |
| 39a    | Noddy’s Car Trouble                 | Das beleidigte Auto                | 30. März 2006             |
| 39b    | Bumpy Dog’s Day                     | Holperhund macht Ärger             | 30. März 2006             |
| 40a    | The Out-Of-Control Tower            | Der fliegende Kontrollturm         | 31. März 2006             |
| 40b    | Noddy & The Naughty Box             | Noddy und die merkwürdige Truhe    | 31. März 2006             |
| 41a    | Skittle In The Middle               | Skippy will nicht mehr umfallen    | 3. April 2006             |
| 41b    | Googleberry Moon                    | Eine wundersame Nacht              | 3. April 2006             |
| 42a    | Noddy’s Wake Up Call                | Noddy hat verschlafen              | 4. April 2006             |
| 42b    | Miss Pink Cats’ Country Adventure   | Frau Pinkys Abenteuer auf dem Land | 4. April 2006             |
| 43a    | The Big Sneeze                      | Der große Nieser                   | 5. April 2006             |
| 43b    | The Magic Eraser                    | Der magische Radiergummi           | 5. April 2006             |
| 44a    | Dinah’s Day Out                     | Aus alt mach neu                   | 6. April 2006             |
| 44b    | Catch a Falling Star                | Die kleine Sternschnuppe           | 6. April 2006             |
| 45a    | Driving Miss Pink Cat               | Taxi für Frau Pinky                | 7. April 2006             |
| 45b    | Noddy’s Clothes on the Loose        | Der geheimnisvolle Dieb            | 7. April 2006             |
| 46a    | Fire Chief Dinah                    | Die neue Feuerwehr                 | 10. April 2006            |
| 46b    | Goblins Good Deed Day               | Eine gute Tat der Kobolde          | 10. April 2006            |
| 47a    | Noddy, The Best Driver in the World | Noddy, der beste Fahrer der Welt   | 11. April 2006            |
| 47b    | The Great Goblin Giveaway           | Zum Verwechseln ähnlich            | 11. April 2006            |
| 48a    | Noddy, The Rainbow Chaser           | Der Regenbogenschatz               | 12. April 2006            |
| 48b    | Above It All                        | Über den Wolken                    | 12. April 2006            |
| 49a    | Noddy And The Criss-Cross Cups      | Stimmentausch                      | 13. April 2006            |
| 49b    | Mr Plods Little Problem             | Der kleine Wachtmeister Plod       | 13. April 2006            |
| 50a    | Noddy & The Towering Flower         | Wer hat die schönste Blume?        | 14. April 2006            |
| 50b    | The Great Goblin Switch             | Koboldgeschenke                    | 14. April 2006            |
| 00     | Noddy Saves Christmas               | Noddy rettet Weihnachten           | unbekannt                 |